# Pilang (Randublatung)
Pilang is een bestuurslaag in het regentschap Blora van de provincie Midden-Java, Indonesië. Pilang telt 7370 inwoners (volkstelling 2010).